# Petit-Breuil-Deyrançon
Ancienne commune française des Deux-Sèvres, Petit-Breuil-Deyrançon a existé de 1903 à 1970. Elle a été créée en 1903 par démembrement de l'ancienne commune de Deyrançon. En 1970 elle a été rattachée à la commune de Mauzé-sur-le-Mignon. 

## Démographie
| 1906 | 1911 | 1921 | 1926 | 1931 |
| ---- | ---- | ---- | ---- | ---- |
| 402  | 399  | 422  | 398  | 348  |

| 1936 | 1946 | 1954 | 1962 | 1968 |
| ---- | ---- | ---- | ---- | ---- |
| 354  | 392  | 416  | 408  | 379  |